# Walter de Silva
Walter Maria de Silva (Lecco, Itália, 27 de fevereiro de 1951) é um designer italiano de automóveis. Trabalhou para o Volkswagen Group, até 2015. Foi diretor, em Ingolstadt, (Alemanha), do centro de estilo de Audi, Lamborghini e Seat — todas do grupo Volkswagen. É um dos mais premiados designers de automóveis da década de 2000.

## Biografia
Ele deu início à sua carreira em 1972, no Centro de Design da Fiat em Turim. Três anos depois ele começou a trabalhar no estúdio R. Bonetto em Milão, dando ênfase a projetos de design de interiores. De 1979 até 1986 ele trabalhou no Instituto Idea em Turim como chefe de design industrial e de carros. Durante este tempo, Walter de Silva priorizou seu trabalho em projetos para diversas companhias do setor automobilístico. Em 1986, após um breve período de atividade no "Trussardi Design Milano", ele foi contratado pela Alfa Romeo como responsável pelo Centro de Design Alfa Romeo em Milão.
Oito anos depois, em 1994, ele foi nomeado chefe dos Centros de Design da Alfa Romeo e da Fiat, onde foi de suma importância na criação de diferentes modelos até se transferir para a Seat, onde ocupou mais uma vez o cargo de chefe de Design. De Silva tem sido chefe deste setor desde o dia 1 de janeiro de 1999.
Seu trabalho na Seat lhe garantiu uma excelente reputação como um dos designers de carros mais prestigiados na atualidade. Dentre suas criações estão o Salsa e o Salsa Emoción, assim como o Seat Alhambra e o Seat Arosa. Este último ganhou em 2001 o prêmio "autonis" da revista alemã "Auto-Strassenverkehr" pelo melhor design de carro de sua categoria. Além disso, o Seat Salsa foi nomeado "carro conceito com o melhor design exterior do ano" em 2000 pela renomada revista americana Automotive News International.
Ao longo de sua extensa carreira, de Silva tem recebido inúmeros prêmios de prestígio, como o "Eurostar 2000" (Automotive News Europe) pelo Melhor Designer Europeu do ano, "Car of the Year 1998", "Volante d’Oro" (Autobild) "Car Design Award 1991", "Compasso d’Oro 1978", "Good Design Prize MITI 1984-1985" e o "Prêmio SMAU 1988".